# فرناندوی یکم، پادشاه لئون
فرناندوی یکم (اسپانیایی: Fernando I de León‎; ح. ۱۰۱۵ – ۲۴ دسامبر ۱۰۶۵) پادشاه اسپانیا بود. به او لقب کبیر داده بودند.